# Šumeđe
Šumeđe est un village de la municipalité de Orahovica situé dans le comitat de Virovitica-Podravina en Croatie.